# Epsilon di macchina
In informatica l'epsilon di macchina, detto anche MACHEPS, è il più piccolo numero {\displaystyle \epsilon }, appartenente a un dato insieme {\displaystyle F} di numeri in virgola mobile, diverso in valore assoluto da zero, che sommato algebricamente ad un qualsiasi numero {\displaystyle n} dà un numero diverso da {\displaystyle n}. Se prendiamo due numeri in {\displaystyle F}, per esempio {\displaystyle a} e {\displaystyle b}, per cui nell'insieme dei corrispondenti reali
{\displaystyle a-b<\epsilon },
si ottiene nel detto insieme {\displaystyle F}
{\displaystyle a-b=0};
si verifica un fenomeno di cancellazione dei dati. Questo è dovuto al fatto che l'implementazione dell'aritmetica in virgola mobile nei comuni microprocessori è approssimata a causa della dimensione finita dei registri nei quali vengono memorizzati risultati e operandi. Tale numero rappresenta quindi, per esempio, la distanza tra 1 e il numero successivo rappresentabile in floating point, cioè secondo la precisione della macchina.